# Paul Leclerc
Paul Leclerc est un arbitre français de football des années 1960. Il officie une fois l'Olympique de Marseille en deuxième division lors de la saison 1963-1964.

## Carrière
Il officie en finale du : 
- Challenge des champions 1965[2].